# Хвепуль (футбольний клуб)
Спортивний клуб Хвепуль (кор. 홰불체육단) — північнокорейський футбольний клуб з міста Почхон, заснований у 2013 році. Він є спортивним клубом Соціалістичного союзу патріотичної молоді, та грає на стадіоні «Хвепуль».

## Історія
Команда отримала назву від Кім Чен Ина в час її заснування в надії, що клуб стане дороговказом для футболу в Північній Кореї, оскільки «Хвепуль» корейською мовою означає «факел». Незважаючи на короткий строк існування, клуб відразу домігся значного успіху, фінішувавши третім у своєму першому сезоні в чемпіонаті, виграв футбольну лігу вищого класу в другому сезоні, а також здобув кілька перемог в турнірах Пектусан, турнірі «Смолоскип» на іграх Почхонбо, та низку інших турнірів.
Клуб дебютував у змаганнях у 2013 році на турнірі ігор Почхонбо, на якому нападник клубу Кім Юн Гван став найкращим бомбардиром з 12 голами, 7 голами, забитими в першому раунді та 5 у другому раунді.
Посівши друге місце у найвищому класі у 2017 році, «Хвепуль» брав участь у своєму першому континентальному змаганні, Кубку АФК 2018 року. У кваліфікації північнокорейський клуб переміг монгольський клуб «Ерчім» із загальним рахунком 7–0, та вийшов до групового турніру, де грав із іншим північнокорейським клубом «25 квітня», «Бенфікою» з Макао, і тайванського клубу «Хан Юень», проте не вийшов до наступного етапу.

## Титули і досягнення
- Чемпіон КНДР (1): 2014
- Володар Кубка Осандука (3): 2015, 2016, 2017
- Кубок Пектусан (1): 2016
- Турнір «Смолоскип Почхонбо» (2): 2013, 2017